# Equipo Internacionalista de Salud Mental México-Nicaragua
El Equipo Internacionalista de Salud Mental México-Nicaragua se formó en la Ciudad de México en 1981. Fue integrado por la confluencia en México de personas que huyeron de gobiernos autoritarios, provenientes de Nicaragua y Argentina, durante la década de los setenta del siglo XX. La agrupación fue encabezada por la psicoanalista Marie Langer.

## Historia
El 19 de julio de 1979, combatientes del Frente Sandinista de Liberación Nacional (FSLN), entraron triunfantes a la ciudad de Managua, Nicaragua. El derrocamiento del dictador Anastasio Somoza fue muy relevante para la historia latinoamericana por ser el segundo triunfo de una revolución en América Latina, después de la revolución cubana.
Luego de la victoria sandinista fue evidente que el país centroamericano se encontraba devastado, no sólo por las secuelas ocasionadas durante los años de enfrentamiento armado, sino por el daño causado por la dictadura somocista. En este contexto, la ayuda que el gobierno sandinista recibió de grupos internacionalistas fue fundamental. En primer lugar, para llevar a cabo las transformaciones políticas, económicas y sociales que el FSLN buscaba lograr; y en segundo término, para hacer frente a los estragos que una nueva guerra hacía en el país: el enfrentamiento bélico en oposición a una agrupación militar, de carácter irregular, denominada La Contra (Contras), cuya acción pretendía revertir el triunfo sandinista.
Además de ofrecer alternativas para garantizar salud integral (física y mental) a la población, el gobierno del FSLN también previó la importancia de formar a sus propios recursos humanos. En el año de 1980, el decano de la facultad de medicina de la Universidad Nacional Autónoma de León, Fabio Salamanca, invitó Marie Langer, psicoanalista nacida en Viena, radicada en Argentina y exiliada en México, a conformar un equipo que viajaría periódicamente al país y cuyo objetivo sería: “Fortalecer el área de salud mental de la Facultad de Medicina de la Universidad Nacional Autónoma de Nicaragua en León”.
Fabio Salamanca conoció a Marie Langer en la década de los setenta, durante el exilio de ambos en México. Salamanca pertenecía al FSLN y al ser perseguido por el régimen somocista se refugió en México, junto a otros militantes sandinistas. Por su parte, Marie Langer, de profesión psicoanalista, llegó al país en 1974 por la persecución de que fue objeto por la “Triple A” (Alianza Argentina Anticomunista), posteriormente muchos de sus compatriotas dedicados a la salud mental, también llegaron a México huyendo de la represión ejercida después del golpe de Estado en Argentina, en 1976.
Así surgió a pedido del gobierno sandinista, para tratar de satisfacer las necesidades que tenía el país centroamericano en materia de salud mental.

## Trabajo en Nicaragua
El Equipo desarrolló sus actividades en Nicaragua a lo largo de casi diez años, en los que además de atender a quienes lo necesitaban colaboró con el desarrollo de la curricula de las carreras relacionadas con la salud mental en las universidades del país. El trabajo del Equipo respondía a:
...la idea del gobierno revolucionario sandinista […] de vincular la salud mental con la formación de sociedades integrales y comunitarias.
A partir de su conformación, en 1981 y hasta 1990, integrantes del Equipo viajaban a Nicaragua durante diez días cada mes. El trabajo del Equipo Internacionalista de Salud Mental México-Nicaragua fue muy relevante para un país pobre y en guerra. 
Durante la década de los ochenta del siglo XX, fue muy complicado para el gobierno sandinista llevar a cabo los cambios que había proyectado porque gran parte de sus recursos, económicos y humanos, fueron destinados a la guerra que los enfrentó a La Contra. 
En 1990, después de diez años de enfrentamiento armado, muy poco se había podido hacer con respecto a la reconstrucción del país. La gente estaba cansada y desmoralizada: pedían la paz. El FSLN perdió las elecciones que se llevaron a cabo ese año, en parte, debido al desgaste derivado de la guerra. Una vez que los sandinistas entregaron la presidencia de la república a Violeta Chamorro, el 25 de abril de 1990, el Equipo dejó de trabajar en el país centroamericano y se disolvió. Hay testimonio de sus actividades en Nicaragua por entrevistas a sus integrantes, así como por trabajos académicos sobre el internacionalismo en Nicaragua.

## Acervo
La documentación que a lo largo de su historia produjo, ingresó al Archivo Histórico de la UNAM a través de una donación realizada por la psicoanalista Leticia Juana Cufré Marchetto, integrante y representante legal del Equipo.
El acervo está integrado por los documentos que dan cuenta de las actividades que el Equipo llevó a cabo en el país centroamericano. En este Fondo se puede encontrar documentación relativa a la conformación del Equipo, informes, planes y proyectos de trabajo, así como de investigación, documentos con la calendarización de las visitas que el Equipo realizó a Nicaragua, actas de reuniones de trabajo, entrevistas y correspondencia.
Existe también información relativa a la capacitación de personal en hospitales con quienes el Equipo trabajó, listados de pacientes, etc.; así como planeación de clases, relaciones de alumnos y alumnas, exámenes, cuestionarios, ponencias que miembros del Equipo presentaron en diversos encuentros académicos y textos publicados referentes a estudios sobre salud mental. El acervo incluye recortes de periódicos, con notas relativas a los acontecimientos que por aquellos años ocurrieron en Nicaragua y Centroamérica. 